# 2006年亞洲運動會花樣游泳比賽
2006年亞洲運動會花樣游泳比賽於12月8日至9日在卡塔爾多哈Hamad Aquatic Centre舉行，此次比賽設2個小項（女子双人、女子集体），共有來自9個國家和地區的67名運動員參加。

## 各國獎牌榜
| 排名 | 国家／地区  | 金牌 | 银牌 | 铜牌 | 總數 |
| ---- | ----------- | ---- | ---- | ---- | ---- |
| 1    | 中国（CHN） | 2    | 0    | 0    | 2    |
| 2    | 日本（JPN） | 0    | 2    | 0    | 2    |
| 3    | 朝鲜（PRK） | 0    | 0    | 1    | 1    |
| 3    | （KAZ）     | 0    | 0    | 1    | 1    |
| 總計 | 總計        | 2    | 2    | 2    | 6    |

## 各項成績
| 項目     | 金牌                                                                                   | 金牌     | 银牌 | 银牌     | 铜牌                                                                                         | 铜牌     |
| 雙人比賽 | 中国（CHN） · 蒋婷婷 · 蒋文文 · 王娜                                                   | 96.584分 | 日本（JPN） · 原田早穂 · 松村亞矢子 · 鈴木絵美子                                                                                    | 96.501分 | （KAZ） · 艾努尔·克蕾 · 安娜·库尔金娜 · Arna Toktagan                                        | 89.668分 |
| 團體比賽 | 中国（CHN） · 顾贝贝 · 蒋婷婷 · 蒋文文 · 刘鸥 · 孫萩亭 · 王娜 · 吴怡文 · 张晓欢 · 朱政 | 96.584分 | 日本（JPN） · 青木愛 · Reiko Fujimori · 原田早穂 · 小林寛美 · 小村恵里佳 · 小西貴子 · 松村亜矢子 · 鈴木絵美子 · 鈴木英里奈 · 橘雅子 | 96.084分 | 朝鲜（PRK） · Hwang Kum-Song · Kim Ok-Gyong · 金英美 · 徐银星 · Tokgo Pom · 王玉京 · Yun Hui | 86.500分 |